# Andrea Dombois
Pour les articles homonymes, voir Dombois.
Andrea Dombois (Leipzig, 4 août 1958) est une femme politique allemande.